# Colin Muller
Colin Muller (* 1. Dezember 1963 in Toronto, Ontario) ist ein kanadisch-schweizerischer Eishockeytrainer. Er ist Trainer der Schweizer Frauennationalmannschaft.

## Spielerlaufbahn
Muller wuchs in Scarborough in der Region Toronto auf. Im Alter von 19 Jahren kam er in die Schweiz und spielte beim HC Lugano. Ursprünglich hatte sich Muller vorgestellt, nur ein Jahr im Land zu bleiben und dann sein Studium in Kanada fortzuführen. Ab 1984 lief er für den EHC Basel in der National League B auf, 1986 folgte der Wechsel zum EV Zug. Mit dem EVZ stieg er in seiner ersten Saison in die National League A auf. Er sollte dem Verein 13 Jahre lang treu bleiben und 1998 Schweizer Meister werden. Zeitweilig diente Muller als Assistenzkapitän. Er wechselte 1999 zum HC Fribourg-Gottéron, beendete schließlich seine Spielerkarriere und schlug die Trainerlaufbahn ein. Er absolvierte insgesamt 544 Spiele in der NLA und erzielte 203 Tore.

## Trainerlaufbahn
Seine erste Station war 1999/2000 HC Fribourg-Gottéron, wo er auch spielte und ein Trainergespann mit Hans Kossmann bildete. Die beiden führten die Mannschaft in die Playoffs, erhielten am Ende der Saison aber keine Vertragsverlängerung.
Anschließend arbeitete Muller von 2000 bis 2002 beim SC Rapperswil-Jona an der Seite des Russen Jewgeni Popichin, in der Saison 2002/03 erneut für einige Monate beim HC Fribourg-Gottéron.
Zur Saison 2003/04 nahm er das Angebot vom EV Zug an. Dort wurde er Assistenztrainer von Sean Simpson, unter dem Muller (unter anderem während der Meistersaison 1997/98) beim EVZ gespielt hatte. Die beiden arbeiteten bis 2008 in Zug und anschließend zwei weitere Jahre bei den ZSC Lions zusammen. Als Simpson 2010 Schweizer Nationaltrainer wurde, erhielt Muller beim ZSC die Beförderung zum Cheftrainer. Allerdings dauerte seine Amtszeit in der Saison 2010/11 nur 16 Partien, aus denen die Lions unter seiner Leitung 20 Punkte holten. Das erfüllte die Erwartungen der Verantwortlichen nicht, die Muller sowie seinen Assistenten Bob Leslie entließen und den Schweden Bengt-Åke Gustafsson einstellten.
Muller gehört an der Weltmeisterschaft 2011 als Assistent unter Sean Simpson zum Trainerstab des Schweizer Nationalteams. Zur Saison 2011/12 wurde Muller Cheftrainer beim EHC Olten in der National League B. Ende Dezember 2011 wurde er dort freigestellt. Zuvor hatte seine Mannschaft vier Niederlagen in Folge hinnehmen müssen und stand zum Zeitpunkt der Entlassung auf dem sechsten Tabellenplatz.
Er arbeitete in der Folge für den Schweizer Verband, fungierte wieder als Assistent bei der Nationalmannschaft und übernahm zudem Aufgaben im Juniorenbereich: Bei der U20-Weltmeisterschaft 2014 war er Cheftrainer der «Nati». An den Weltmeisterschaften 2013 (als die Schweiz Silber gewann) und 2014 sowie an den Olympischen Winterspielen in Sotschi 2014 war Muller erneut Simpsons Assistent. Das Gespann ging auch in der Folgezeit gemeinsame Wege. Simpson und Muller nahmen ein Angebot von Lokomotive Jaroslawl aus der Kontinental Hockey League (KHL) an und traten die Stelle im Juli 2014 an. Im September desselben Jahres wurden beide nach nur neun Spielen entlassen.
Muller folgte Simpson im Dezember 2014 zu den Kloten Flyers (NLA), wiederum in der Konstellation Simpson als Cheftrainer, Muller als Assistent. Im Mai 2016 wurde sein Vertrag mit Kloten aufgelöst, nachdem der Verein von einem neuen Besitzer übernommen wurde und finanzielle Kürzungen angekündigt worden waren. Kurz darauf wurde Muller von den Adlern Mannheim aus der Deutschen Eishockey Liga (DEL) als Assistenztrainer unter Vertrag genommen. Auch in Mannheim arbeitete er mit Simpson zusammen. Am 4. Dezember 2017 wurden Muller, Simpson sowie Manager Teal Fowler in Mannheim aufgrund der „enttäuschenden Auftritte und der jüngsten Ergebnisse“, wie der Club mitteilte, entlassen. Anfang Februar 2019 wurde Muller Assistenztrainer bei der Schweizer Frauennationalmannschaft, 2020 wurde ihm das Cheftraineramt der Auswahl übertragen.

## Erfolge und Auszeichnungen
- 1987 Aufstieg in die Nationalliga A mit dem EV Zug (als Spieler)
- 1998 Schweizer Meister mit dem EV Zug (als Spieler)

## Karrierestatistik
(Legende zur Spielerstatistik: Sp oder GP = absolvierte Spiele; T oder G = erzielte Tore; V oder A = erzielte Assists; Pkt oder Pts = erzielte Scorerpunkte; SM oder PIM = erhaltene Strafminuten; +/− = Plus/Minus-Bilanz; PP = erzielte Überzahltore; SH = erzielte Unterzahltore; GW = erzielte Siegtore; 1 Play-downs/Relegation; Kursiv: Statistik nicht vollständig)